# スキルトロン
スキルトロン（Skiltron）は、エミリオ・ソウトによって2004年にアルゼンチンで結成されたフォーク・パワーメタルバンド。現在のメンバーはアルゼンチン・フランス・フィンランド・イギリス出身と多国籍で、活動拠点はヨーロッパ。バグパイプを中心にヘヴィメタルのパワーとケルトの魅力を融合させた独特な世界観を表現するサウンドがトレードマークとなっている。

## 略歴
2004年

エミリオ・ソウトによってブエノスアイレスで結成。

3曲のデモ「GATHERING THE CLANS」をリリース。

2006年

ヨーロッパのレコードレーベルUNDERGROUND SYMPHONYからデビューアルバム「THE CLANS HAVE UNITED」リリース。アルゼンチンで初めてリリースされたフォークメタルアルバムとなる。

2008年

セカンドアルバム「BEHEADING THE LIARS」をリリース。

2010年

サードアルバム「THE HIGHLAND WAY」をリリース。

GRAVE DIGGER、IN EXTREMO、KORPIKLAANIと共に南米ツアーでアルバム「THE HIGHLAND WAY」のプロモーションを行う。初期のライブのほとんどはアルゼンチンで行われた。

2012年

MARTIN WALKYIER（元SABBAT & SKYCLAD）をゲストシンガーに迎え、イギリスツアーを敢行。ヨーロッパでのライブデビューを果たす。

2013年

6月にドイツのレコードレーベルHELLION RECORDSから「INTO THE BATTLEGROUND」をリリース。定期的にヨーロッパツアーを行い、ドイツのHEADBANGER、イギリスのBLOODSTOCKに出演。

2014年

HORNERFEST、DONG OPEN AIRに出演。

2015年

WACKEN OPEN AIRに出演。世界規模のメタルフェスに参加した初めてのアルゼンチン出身のバンドとなる。その他フェスにも出演、9月にはイギリスツアーも行う。

2016年

TROLLZORN RECORDSから「LEGACY OF BLOOD」をリリース。2ヶ月間で20カ国50公演を行う大規模なヨーロッパツアーを敢行。

2017年

初来日。EQUILIBRIUM、SUIDAKRAと共に東京、大阪で公演、新横浜でも公演を行う。

2018年

WACKEN OPEN AIR、BLOODSTOCK FESTIVALでの公演を含め、ヨーロッパ各地で多くのライブを行う。

2019年

WACKEN WINTER NIGHTS AND CERNUNNOS PAGAN FESTIVALに出演。

2020年

2月のイギリスツアーののち再来日。KORPIKLAANI、SKYCLADと共に大阪、東京で公演を行う。6枚目のアルバム作成開始。

2021年

2/23放送のNHK FM「今日は一日“ハードロック／ヘビーメタル”三昧VII(2)」で「リードギターならぬリードバグパイプ」という紹介とともに「SKILTRON」がオンエア。
秋にリリース予定だったアルバムは発売延期中。

11月にボーカルのマーティン・マクマナスの脱退を発表。

2022年

2月に新ボーカルとしてパオロ・リバルディーニの加入を発表。

2023年

10/3 12/1に6枚目のスタジオアルバムとしてリリース予定の「BRUADARACH」から先行シングル「As We Fight」をリリース。

12/1 6枚目のスタジオアルバム「BRUADARACH」リリース。

2024年

3/27 Red Rivet Recordsから「BRUADARACH」日本盤発売。日本盤のみのボーナストラックは再録の「Bagpipes of War」。

フェスシーズンはWACKEN OPEN AIR等への出演を中心に活動。

9/6 ドイツのBongert Open Airを最後にボーカルのパオロ・リバルディーニの脱退を発表、同時に2025年からのマーティン・マクマナスの復帰を発表。

## 来日歴
2017年

3/17 Pagan Metal Horde vol.1東京編＠新宿Blaze

3/18 Pagan Metal Horde vol.1大阪編＠梅田amHall

3/19 Pagan Metal Horde vol.1 Extra@新横浜NEW SIDE BEACH!!

2020年

2/29 Korpiklaani Japan Tour2020＠大阪・梅田amHALL

3/1 Korpiklaani Japan Tour2020＠東京・渋谷STREAM HALL

3/2 Skyclad&Skiltron＠東京・渋谷Ruido K2

## メンバー

### 2021年
- マーティン・マクマナス - ボーカル(2021年11月　脱退発表)
- エミリオ・ソウト − ギター, ブズーキ
- イグナシオ・ロペス - ベース
- ペレグ・アル・バゴル - バグパイプ
- ヨーナス・ニスリン − ドラム

### 2022年
- パオロ・リバルディーニ - ボーカル(2022年2月6日加入発表)
- エミリオ・ソウト − ギター, ブズーキ
- ナチョ・ロペス - ベース
- ペレグ・アル・バゴル - バグパイプ
- ヨーナス・ニスリン − ドラム

### 2025年
- マーティン・マクマナス - ボーカル(2024年9月6日に2025年からの復帰発表)
- エミリオ・ソウト − ギター, ブズーキ
- ナチョ・ロペス - ベース
- ペレグ・アル・バゴル - バグパイプ
- ヨーナス・ニスリン − ドラム

## ディスコグラフィ

### デモ
- Gathering the Clans (2004)
- The Blind Harry (2007)

### アルバム
- The Clans Have United(2006)
- Beheading The Liars(2008)
- The Highland Way(2010)
- Into The Battleground(2013)
- Legacy Of Blood(2016)
- Live at Wacken 2018(2019)
- Bruadarach(2023)

### シングル
- Skiltron + Celtica Nova ft. The Snake Charmer - The Final Countdown(2020)
- As We Fight(2023)